# 恰尔巴里亚
恰尔巴里亚（英語：Charbaria）是孟加拉国巴里萨尔专区巴里萨尔县的一个村庄。